# Ломатогониум колесовидный
Ломатогониум колесовидный (лат. Lomatogonium rotatum) - вид травянистых растений рода Ломатогониум (Lomatogonium) семейства Горечавковые (Gentianaceae).

## Ботаническое описание
Однолетнее либо двулетнее травянистое растение высотой 5 - 20 см. Корень тонкий, веретеновидный, желтоватого цвета. Стебель прямостоячий, слабоветвистый. Листья сидячие. Прикорневые листья цельнокрайние, продолгаватые или ланцетные, на верхушках тупые; стеблевые - острые, узколинейные, супротивные. 
Цветки одиночные, голубого либо беловатого цвета, расположены в пазухах в верхних листьях. Чашечка рассечена почти до основания на 4 или 5 одинаковых лопастей. Венчик без трубки, широко раскрытый, колесовидный, диаметром 8 - 14 мм. Цветёт в июле - августе, плодоносит в августе - сентябре. Плод - продолговатая коробочка.

## Синонимика
По информации базы данных The Plant List, в синонимику вида входят следующие названия:
- Gentiana rotata (L.) Froel.
- Gentiana stelleriana Cham. & Schltdl.
- Gentiana sulcata Willd.
- Lomatogonium rotatum (L.) Fr. ex Nyman
- Lomatogonium rotatum subsp. rotatum
- Lomatogonium rotatum f. rotatum
- Lomatogonium rotatum var. rotatum
- Pleurogyne carinthiaca var. stelleriana (Cham. & Schltdl.) Griseb.
- Pleurogyne rotata (L.) G.Don
- Pleurogyne rotata (L.) Griseb.
- Swertia rotata L.
- Swertia sulcata Rottb.

## Экология и распространение
Обитает на влажных лугах, болотах, галечниках и морских побережьях.
В России встречается в арктических районах европейской части, Западной и Восточной Сибири, на Дальнем Востоке. Вне России обитает в Скандинавии, Средней Азии, Монголии, Китая, Японии и Северной Америке.

## Охранный статус
Занесён в Красные книги Мурманской и Архангельской областей, а также в Красную книгу Ненецкого автономного округа. Встречается на ряде территорий особо охраняемых природных территорий России.